# Leonera
Pour plus de détails, voir Fiche technique et Distribution.
Leonera est un film argentin, produit en coproduction avec la Corée du Sud et le Brésil, réalisé par Pablo Trapero, sorti en salles en 2008.

## Synopsis
Julia, enceinte de quelques semaines, découvre chez elle le corps ensanglanté de deux hommes. Incapable de se souvenir du meurtre, elle est incarcérée dans une prison pour jeunes mères. Condamnée, Julia sait qu'elle ne pourra garder son fils près d'elle que 4 ans. Un jour, la mère de Julia vient emmener le garçon. Bouleversée par cette séparation, elle tentera tout pour le récupérer.

## Fiche technique
- Titre : Leonera
- Titre original : Desencuentro (Titre de travail)
- Réalisation : Pablo Trapero
- Scénario : Pablo Trapero, Alejandro Fadel, Martín Mauregui, Santiago Mitre
- Producteur : Pablo Trapero, Walter Salles, Youngjoo Suh
- Pays d'origine :  Argentine /  Corée du Sud /  Brésil
- Durée : 113 minutes
- Sortie : 
  -  Argentine : 29 mai 2008
  -  France : 3 décembre 2008

## Distribution

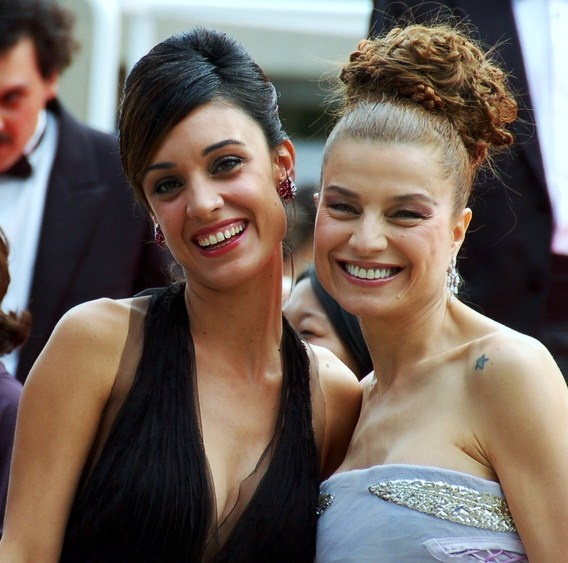
Martina Gusmán et Elli Medeiros, les comédiennes du film, au festival de Cannes 2008.

- Martina Gusmán (V. F. : Johanna Nizard) : Julia
- Elli Medeiros (V. F. : Mei Derce) : Sofia, la mère de Julia
- Laura García (V. F. : Carole Franck) : Marta, codétenue protectrice et amie de Julia
- Rodrigo Santoro : Ramiro, l'amant du petit ami de Julia
- Tomás Plotinsky : Tomás VI

Source et légende : Version française (V. F.) sur le site d’AlterEgo (la société de doublage)

## À noter
- Le film était présenté au Festival de Cannes 2008 en sélection officielle.
- Le titre, Leonera, évoque l'antre des lions, métaphore de la prison, et non pas le prénom féminin.
- Martina Gusmán, l'interprète de Julia, le personnage principal, est la compagne du réalisateur Pablo Trapero.